# 作る
| ウィキペディアには「作る」という見出しの百科事典記事はありません（タイトルに「作る」を含むページの一覧/「作る」で始まるページの一覧）。 代わりにウィクショナリーのページ「つくる」が役に立つかもしれません。 |